# Žagubica (općina)
Žagubica (općina) (ćirilično: Општина Жагубица) je općina u Braničevskom okrugu u Središnjoj Srbiji. Središte općine je naselje Žagubica.

## Zemljopis
Po podacima iz 2004. općina zauzima površinu od 760 km² (od čega je poljoprivrednih površina 36.773 ha, a šumskih 36.421 ha).

## Stanovništvo
Prema popisu stanovništva iz 2002. godine u općini živi 14.823 stanovnika, raspoređenih u 18 naselja .
Po podacima iz 2004. prirodni priraštaj je iznosio -7,2 ‰. Broj zaposlenih u općini iznosi 1.867 ljudi. U općini se nalazi 16 osnovnih škola s 1.133 učenika i jedna srednja škola s 277 učenika.
| Etnički sastav 2002. |            |        |
| Narod                | Stanovnika | %      |
| Srbi                 | 10.985     | 74,11% |
| Vlasi                | 3.268      | 22,05% |
| Rumunji              | 54         | 0,36%  |
| Jugoslaveni          | 21         | 0,14%  |
| Crnogorci            | 11         | 0,07%  |
| Hrvati               | 11         | 0,07%  |
| Romi                 | 8          | 0,05%  |
| Makedonci            | 4          | 0,03%  |
| ostali               | 16         | 0,10%  |
| neizjašnjeni         | 368        | 2,48%  |
| nepoznato            | 77         | 0,52%  |

| broj stanovnika | 22015 | 23012 | 22602 | 21055 | 20275 | 17777 | 14823 |
|                 | 1948. | 1953. | 1961. | 1971. | 1981. | 1991. | 2001. |

### Naselja
| - Žagubica 3.215 - Bliznak 412 - Breznica 244 - Vukovac 519 - Izvarica 396 - Jošanica 708 - Krepoljin 1.969 - Krupaja 766 - Laznica 2.442 | - Lipe 15 - Medveđica 46 - Milanovac 595 - Milatovac 916 - Osanica 1.282 - Ribare 542 - Selište 567 - Sige 935 - Suvi Do 1.365 |

## Vanjske poveznice
- Službena stranica općine  Arhivirana inačica izvorne stranice od 27. studenoga 2014. (Wayback Machine)